# Caballito (Buenos Aires)

Lage von Caballito in Buenos Aires

Caballito ist ein Stadtteil in der argentinischen Hauptstadt Buenos Aires. Er ist 6,8 km² groß und hat 170.309 Einwohner (Stand von 2001). Die Bevölkerungsdichte beträgt somit 25.045 Einwohner pro km². Caballito zählt somit zu den dichter besiedelten Stadtteilen (Durchschnitt in Buenos Aires: circa 15.000/km²).

## Lage und Namensherkunft
Caballito liegt im geographischen Zentrum von Buenos Aires und wird von folgenden Straßen begrenzt: Río de Janeiro, Avenida Rivadavia, Avenida La Plata, Avenida Directorio, Curapaligüe, Avenida Donato Alvarez, Avenida Juan B. Justo, Avenida San Martín und Avenida Angel Gallardo.

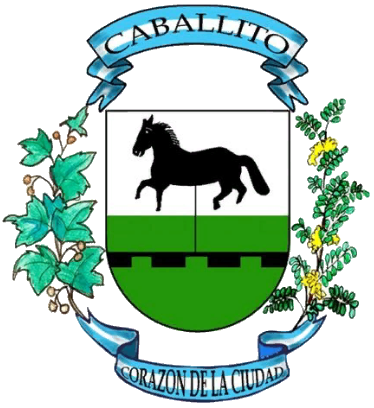

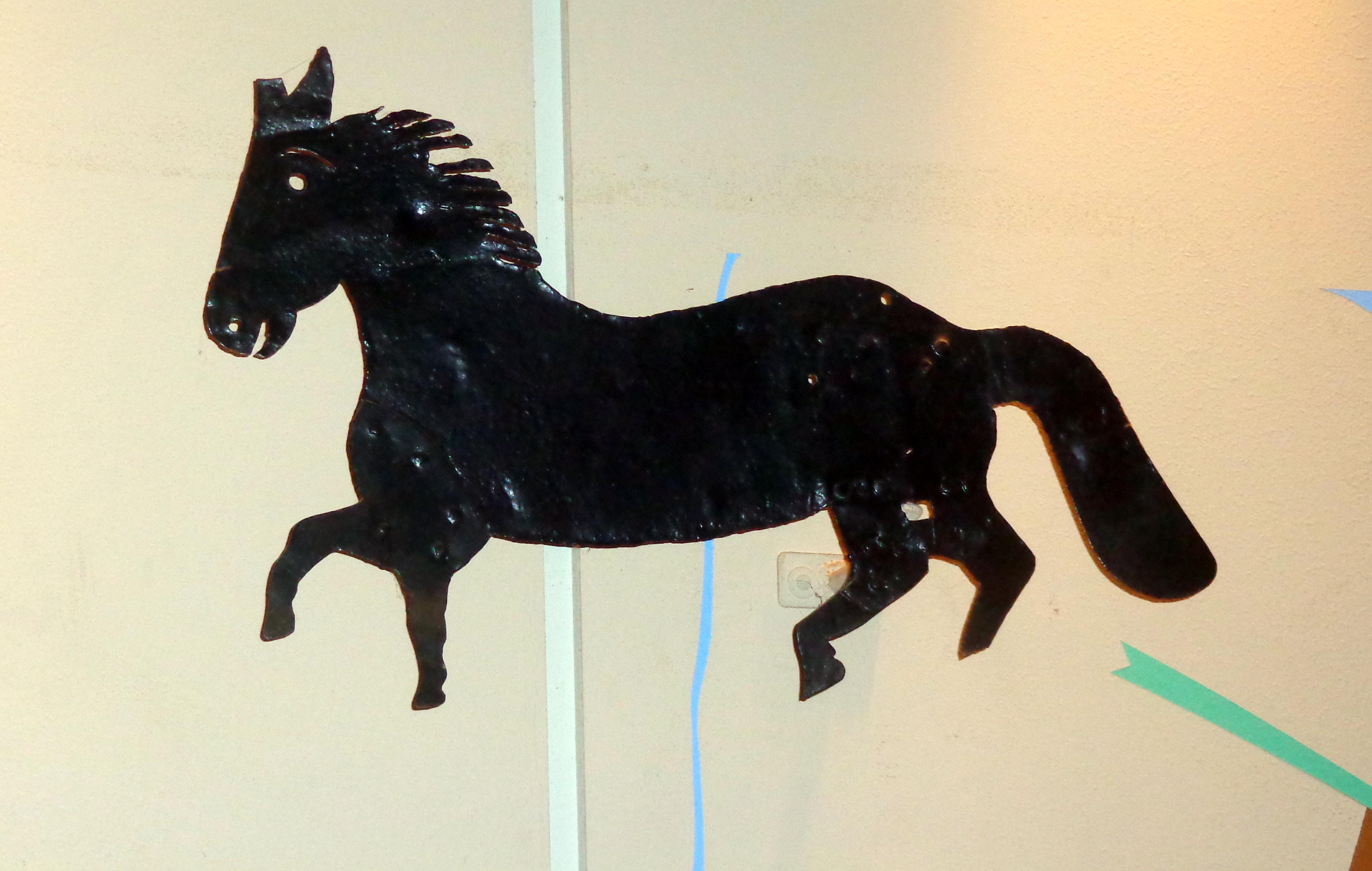

Der Name des Stadtteils soll von einer Wetterfahne herrühren, die auf dem Dach einer Pulperia (Gaucho-Bar) stand („Caballito“ = kleines Pferd).

## Sehenswürdigkeiten
Zu den Sehenswürdigkeiten Caballitos gehören der „Englische Bezirk“ mit seiner Fin-de-Siècle-Architektur, der Ferro-Carril-Oeste-Fußball-Club, das Straßenbahn-Museum von Buenos Aires, der alte Mercado del Progreso und die Kirche von Caacupé, die zu einem irischen Nonnen-Orden gehört und nach der „Jungfrau von Caacupé“ benannt wurde.
Es gibt ferner zwei Parks im Viertel: den Parque Rivadavia auf der Avenida Rivadavia und den Parque Centenario. Letzterer wurde 1910 eröffnet, am 100. Jahrestag der Proklamation von 1810, die später zur Unabhängigkeit Argentiniens führte. Er wurde von Carlos Thays entworfen und ist mit seinen 20 Hektar einer der größten der Stadt. Im Park findet man auch das Naturwissenschaftliche Museum („Museo Argentino de Ciencias Naturales Bernardino Rivadavia“), das Marie-Curie-Krankenhaus und ein Observatorium. Der Park wurde 2006 neu gestaltet, im Zuge dessen wurde auch ein Schwanenteich angelegt, als Ersatz für zwei kleine Teiche am gleichen Standort.

## Persönlichkeiten
- Josefina Oliver (1875–1956), Fotografin, bildende Künstlerin und Tagebuchschreiberin
- Aldana Cometti (* 1996), Fußballspielerin